# Korimako Stream

La rivière Korimako Stream (en anglais : Korimako River) est un cours d’eau de l’Île du Nord de la  Nouvelle-Zélande.

## Géographie
Elle est située dans la banlieue nord de la capitale du paysː Wellington. Elle prend naissance au niveau de la chaîne de ‘Khandallah’ et de la ville de Ngaio et c’est le principal affluent du fleuve Kaiwharawhara Stream Les deux cours d’eau se rencontrent dans la partie inférieure du fleuve Kaiwharawhara  dans un grand parc
.